# Amazon Vine
Amazon Vine（アマゾン・ヴァイン）は、Amazon.comおよびAmazon.co.jpが提供するサービスの一つ。
未発売商品のサンプルを登録した客に利用してもらい、その感想をレビューしてもらうという招待制のプログラム。日本では未発売商品だけでなく、Amazonで既に発売されてから半年以上経過している商品もサンプル商品になっていることもある。
Amazonにて有益なレビューをしたと判断された客にのみ招待メールが送付される。
このサービスを利用する会社が、商品の代価を払う。会社が参加する為に支払う正確な費用は非公開。 
米国での主な参加企業には、ロジテック、マイクロソフト、アルテックランシング、ヒューレット・パッカード、キヤノン、コーレルなど。

## 概要
Amazon Vineは2007年に米国アマゾンによって開始された。開始時には、レビュアーランキングTop2000人を抽出対象とした。2010年6月、日本国内でも開始。
日本のVineメンバーの選考基準は明らかになっていない。
Amazonは不定期にVineメンバー専用ページにサンプルを追加する。
製品には本、DVD、キッチン用品、家電、食品、等の種類がある。
メンバーはリストから興味のある製品を選択し、Amazonは無料でその製品をユーザに送付する。
メンバーは送られてきた製品のレビューを投稿する義務がある。レビューは商品をメンバーが実際に試用したレポートが原則であり、他者が使用した結果の聞き書きは禁止されている。（ペット、子供、介護用品などは、本人試用の原則から外れる）
2021年4月現在、サンプルのリストは「お客様へおすすめ」と「すべての人で利用可能」と「追加商品」の三つあり、新しいサンプルはまず「お客様へおすすめ」に表示される。専用ページに追加されるサンプルは会員ごとに違う。一定期間経過しても在庫が無くならない場合は「すべての人で利用可能」と「追加商品」に移動する。
「お客様へおすすめ」の商品は、メンバー個人の性別、嗜好他の登録情報に基づき提供される旨が謳われているが、自身が使うことのできない異性用の商品が提示されるなど、本人試用原則に矛盾することもあり、提供される商品は精緻にカスタマイズ、フィルタリングされているものではない。
Amazon Vineとは別に、主に殿堂入りレビュアーを対象とした完全非公開の無償モニター制度もある。Amazon Vineのようにメンバーが商品を選択できるのではなく、こちらは提供メーカーの意図により商品提供されるものである。（レビュアーランキング、殿堂入りレビュアー制度は2022年10月中に廃止されている）
開始当初には、Vineメンバー用のコミュニティとして、メンバー専用ページの中にチャットルームのような機能が付加されたこともあるが、短期間で閉鎖され、閉鎖以降はVineメンバー間でのコミュニティ機能は無い。

## 所有権
Amazon Vineのメンバーに送られたすべての商品が返品不可である。
また、一度申込んだら基本的にはキャンセルができない。
2012年6月12日のAmazon Vine 先取りプログラム™ メンバー参加規約変更より以前は、
他人への譲渡や転売行為は禁止とし、レビュー投稿から6ヶ月以上たった商品に関しては自由に処分して良いという表記であったが、
現在はその記載が削除され、事実上他人への譲渡や転売行為を一切認めない方針となっている。
現在まで転売や譲渡による強制退会の執行は広報されていない。

## 会員基準
AmazonはAmazon Vineに招待するユーザを選ぶのに使用する評価基準を明らかにしていない。
会員資格はAmazonからの招待のみである。メール、またはAmazon内ページの特別なリンクでプログラムに招待される。
会員のランクは一般会員、ゴールド会員の2段階があり、一般会員は1日あたりの選択可能な商品数、金額に上限がある。ゴールド会員に昇格すると、1日あたりの選択可能な商品数が増え、金額上限はなくなる。
半年間に一定数（ゴールド会員で80個以上）の商品を選択し、その内90%以上のレビューを行うことが義務付けられており、未達の場合は会員資格を失う。
会員資格維持の条件となる個数、レビュー率、レビュー率の算出方法などは、予告なく変更されることもある。

## 製品
製品には300円程度の食品から20万円程度の電子レンジにいたるまでの幅広い種類が用意されている。
米国でのAmazon Vineメンバーに提供された人気があるエレクトロニクスの例は、
GPSナビゲータ、ゲーミングデバイス、netbooks、タブレット型パソコン、NAS、
カメラ、カムコーダ、スピーカー、ハードドライブなどがある。
日本では、オーブンレンジ、プリンター、液晶モニター、デジカメ、三脚、ハードドライブ、テレビ、ベビーカーなどがある。但し、2010年の開始直後においては、一流、有名ブランドが高価な商品提供をしていたが、次第に有名メーカーは撤退し、2020年以降は中国系無名メーカーの安価な商品が主体となっている。
提供された商品はまず「お客様へおすすめ」に提示される。個々のメンバーの登録情報等に合わせてカスタマイズされた専用ページという位置付けで、提示されてから24時間程度の間であればいつでも選択できる。しかし、次第に同じ商品を多くのメンバーに同時に提示するようになったことから、提示された瞬間に品切れとなることも多々あり、専用ページであるにも関わらず、提示された商品が必ず選択できるとは限らない。

## レビュー
商品のレビュー投稿を行う期限は無い。ただし、レビューの投稿がされていない状態が続くとAmazon Vine 先取りプログラムへ貢献していないとみなされ、退会処置がとられる場合がある。
米国版Amazon Vineでは、メンバーがメールマガジンから商品を選択する際、受け取った製品の75%以上をレビューした状態でないと商品を選択できない。
一般のレビューと同じく、レビューガイドラインが適用され、それに反する内容とみなされた場合は、レビューは掲載されず、不掲載が繰り返されると強制的に退会となる。
但し、不掲載の理由については、ガイドラインに反したとのみ通知されるだけで、具体的な理由は提示されることはなく、カスタマーに問い合わせても、通知以上の説明はない。